# Comuna Kuzmînți, Kaharlîk
Kuzmînți (în ucraineană Кузминці) este o comună în raionul Kaharlîk, regiunea Kiev, Ucraina, formată din satele Kuzmînți (reședința) și Panikarcea.

## Demografie
Componența lingvistică a comunei Kuzmînți
     Ucraineană (97,51%)
     Rusă (2,35%)
Conform recensământului din 2001, majoritatea populației comunei Kuzmînți era vorbitoare de ucraineană (97,51%), existând în minoritate și vorbitori de rusă (2,35%).